# Newcastle Airport (Metrô de Newcastle)
Newcastle Airport é uma estação da Linha Verde (Green Line) do sistema Tyne and Wear Metro, servindo o Aeroporto Internacional de Newcastle, no condado metropolitano de Tyne and Wear, Inglaterra. Juntou-se à rede como estação terminal em 17 de novembro de 1991, na sequência da abertura da extensão de Bank Foot até o Aeroporto.

## História
A maior parte da rota já estava em vigor, com o alinhamento tendo sido servido anteriormente pelo ramal entre as antigas estações ferroviárias de Ponteland e Darras Hall da Blyth and Tyne Railway. A linha foi inaugurada em junho de 1905, fechando para serviços de passageiros em junho de 1929, com os serviços de cargas ainda operando até o final dos anos 1960. O ramal do aeroporto exigia apenas a construção de uma curta distância (cerca de 0,2 milhas, ou pouco mais de 320m) de novo direito de passagem. Durante a construção da linha, um serviço de ônibus operou entre Bank Foot e o Aeroporto Internacional.
Em 2014, uma pesquisa conduzida pela Consumers Association descobriu que o serviço da Tyne and Wear Metro em Newcastle era, entre as ligações ferroviárias que servem aeroportos, uma das mais bem avaliadas da Inglaterra no que tange a satisfação do cliente, alcançando a marca 85% de avaliações positivas. Apenas os serviços do Aeroporto Internacional de Birmingham recebeu classificação superior.

## Facilidades
O acesso sem degraus está disponível em todas as estações da rede Tyne and Wear Metro, com uma passarela coberta que fornece acesso do edifício do terminal à bilheteria e às plataformas. A estação está equipada com abrigo de espera, assentos, displays de informações sobre o próximo trem, cartazes de horários, um ponto de ajuda de emergência, além de máquinas de bilhetes que aceitam pagamentos com cartão de crédito e débito (incluindo pagamento sem contato), notas e moedas. A estação está equipada com barreiras automáticas de bilhetes, que foram instaladas em 13 estações em toda a rede durante o início de 2010, bem como validadores de smartcard.
Não há estacionamento exclusivo para carros ou bicicletas na estação, mas apenas o estacionamento controlado e operado pelo Aeroporto. Uma praça de táxis está localizada em frente ao edifício do terminal.

## Serviços e Frequência
Em abril de 2021, a estação era servida por até 5 trens por hora durante a semana e aos sábados, e até 4 trens por hora durante a noite e aos domingos.
Material rodante: Class 994 Metrocar

Mapa geograficamente preciso do Tyne and Wear Metro (Green Line e Yellow Line)

|  |  |  |

| Zona C |
| Zona B |

|  |  |  |

|  |  |  |

|  |  |  |

|  |  |  |

|  |  |  |

|  |  |  |

|  |  |  |  |  |

| Zona B |
| Zona A |

|  |  |

|  |  |  |  |

|  |  |  |  |

|  |  |  |  |

|  |  |  |  |

|  |  |  |  |

| via North Shields |
| St James          |

|  |  |  |  |

|  |  |  |

|  |  |  |  |

|  |  |  |  |

| Zona A |
| Zona B |

|  |  |  |  |

|  |  |  |  |

|  |  |

|  |  |  |  |  |

|  |  |  |

|  |  |  |

|  |  |  |

| Zona B |
| Zona C |

|  |  |  |

|  |  |  |

|  |  |  |

|  |  |  |

|  |  |  |

|  |  |  |

|  |  |  |

|  |  |  |

|  |  |  |

|  |  |  |

|  |  |

|  |

|  |

|  |

|  |

|  |

|  |

|  |

|  |  |  |

| Zona C |
| Zona B |

|  |  |  |

|  |  |  |

|  |  |  |

|  |  |  |

|  |  |  |

|  |  |  |

|  |  |  |  |  |

| Zona B |
| Zona A |

|  |  |

|  |  |  |  |

|  |  |  |  |

|  |  |  |  |

|  |  |  |  |

|  |  |  |  |

| via North Shields |
| St James          |

|  |  |  |  |

|  |  |  |

|  |  |  |  |

|  |  |  |  |

| Zona A |
| Zona B |

|  |  |  |  |

|  |  |  |  |

|  |  |

|  |  |  |  |  |

|  |  |  |

|  |  |  |

|  |  |  |

| Zona B |
| Zona C |

|  |  |  |

|  |  |  |

|  |  |  |

|  |  |  |

|  |  |  |

|  |  |  |

|  |  |  |

|  |  |  |

|  |  |  |

|  |  |  |

|  |  |

|  |

|  |

|  |

|  |

|  |

|  |

|  |